# Herbert Smith (letecký konstruktér)

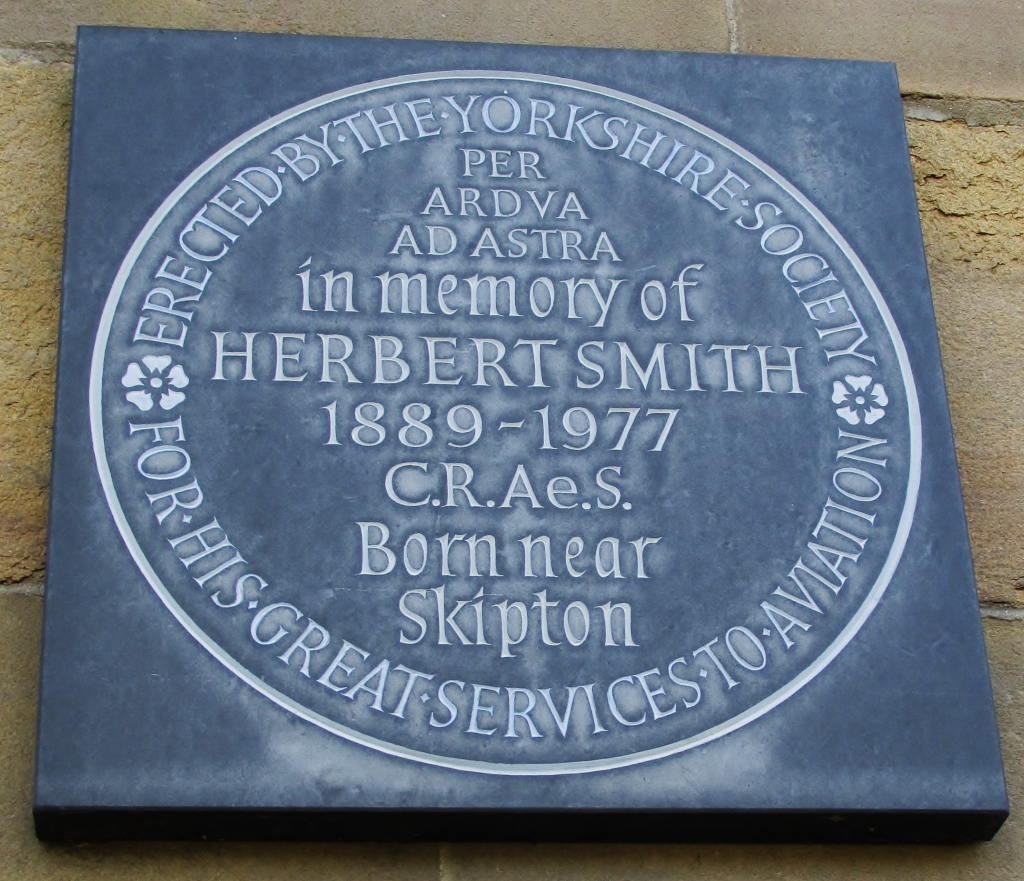
Pamětní deska na radnici ve městě Skipton

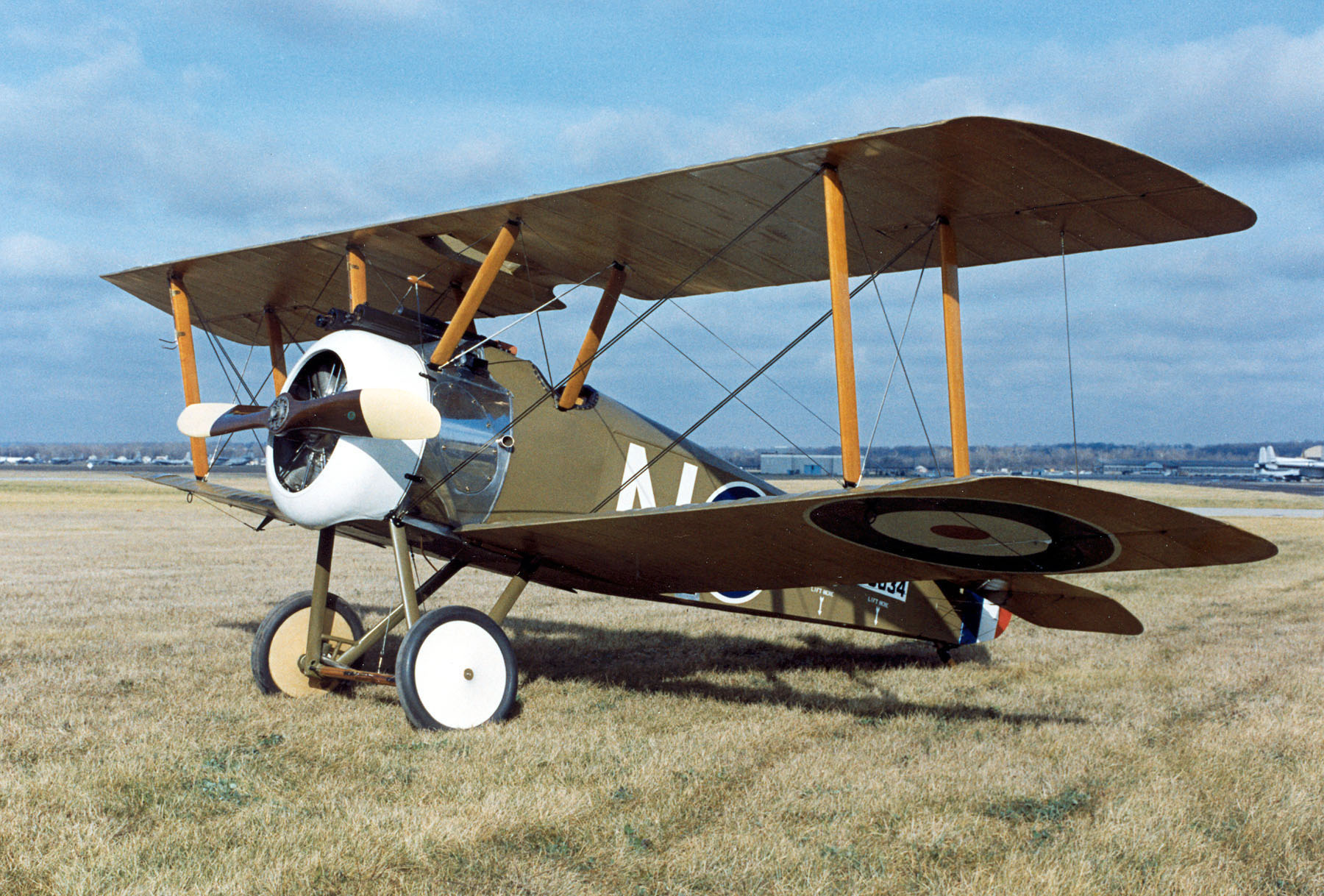
Sopwith Camel, jeden z letounů navržených Herbertem Smithem

Herbert Smith CRAeS (1. května 1889 – 1977) byl britský konstruktér letadel.
Narodil se 1. května 1889 v Bradley, v Severním Yorkshire a v mládí navštěvoval Keighley Boys Grammar School v Keighley. Později navštěvoval bradfordskou Technical College, kde v roce 1907 získal titul v oboru strojního inženýrství.
Svou pracovní kariéru započal u yorkshirského výrobce obráběcích strojů Dean, Smith & Grace a poté se stal kresličem u northamptonské firmy Smith, Major and Stephens vyrábějící výtahy. V březnu 1914 přešel ke společnosti Sopwith Aviation Company, zpočátku také jako kreslič, ale později téhož roku se stal jejím hlavním inženýrem. V této funkci později nesl odpovědnost za vývoj letounů Sopwith Pup, Triplane, Camel, Dolphin a Snipe. U firmy Sopwith zůstal až do jejího zániku v říjnu 1920.
V únoru 1921 byl Smith, spolu s několika bývalými spolupracovníky od Sopwithu, pozván japonskou společností Micubiši do Nagoji, aby tu založili její divizi letecké výroby. Zkonstruovali zde typy Micubiši 1MT, B1M, 1MF a 2MR. Do Anglie se Smith vrátil v roce 1924 a poté se stáhnul do ústraní.